# 緑星囲碁学園
緑星囲碁学園（りょくせいいごがくえん）は、青少年のための囲碁の教育組織である。アマチュア棋士の菊池康郎が1979年に設立した。数多くのプロ棋士やアマチュア強豪を輩出している。

## 設立
昭和30年代に当時の若手アマチュア棋士である菊池康郎、村上文祥、原田実らによって研究会「緑星会」が行われていたが中断し、1975年に再開、さらに若手の参加などがあった。これに小学生、中学生なども参加するようになり、菊池と、協力者の結城冴子により1979年に子供の教育機関として緑星囲碁学園が設立された。東京都中野区の本部と、世田谷区の尾山台教室、さいたま市のさいたま新都心校（棋士の大澤奈留美の父親が主宰）がある。

## 教育方針
学園の理念は、囲碁の棋力向上と並んで、人格形成にあり、礼儀や自主性などの面で厳しい教育に特徴がある。入園にはテストがある。
道場に通う学園生の他、インターネットでの対局を行う通信生制度も設けている。国際囲碁交流も活発に行っている。

## 出身者
棋聖位5期など七大タイトルを10回以上獲得している山下敬吾九段（平成四天王の1人）・、女流タイトルを10期以上獲得した青木喜久代八段などが主な出身者。
他にも多くのプロ棋士、アマチュア強豪が輩出していることでも知られており、卒業生も講師として、あるいは対局のために出席することも多く、日本の囲碁レベル向上にも大きな役割を果たしている。
| 棋士       | 段位 | 生年 | 入段 | 実績など                         | 出典   |
| ---------- | ---- | ---- | ---- | -------------------------------- | ------ |
| 村松竜一   | 八段 | 1963 | 1982 | 棋道賞連勝賞                     | [ 1 ]  |
| 青木伸一   | 九段 | 1965 | 1983 | OVER40早碁戦準優勝               | [ 2 ]  |
| 青木喜久代 | 八段 | 1968 | 1986 | 女流名人5期など                  | [ 3 ]  |
| 高野英樹   | 七段 | 1970 | 1997 | アマ本因坊                       | [ 4 ]  |
| 鶴丸敬一   | 七段 | 1970 | 1990 | 二段戦準優勝                     | [ 5 ]  |
| 加藤充志   | 九段 | 1974 | 1990 | JT杯星座戦優勝、棋聖戦リーグ     | [ 6 ]  |
| 秋山次郎   | 九段 | 1977 | 1992 | 天元戦挑戦者                     | [ 7 ]  |
| 溝上知親   | 九段 | 1977 | 1993 | 三大リーグ入り経験               | [ 8 ]  |
| 山下敬吾   | 九段 | 1978 | 1993 | 棋聖5期、名人・本因坊2期など多数 | [ 9 ]  |
| 鈴木嘉倫   | 七段 | 1976 | 1994 | 三段戦優勝                       | [ 10 ] |
| 桂篤       | 五段 | 1977 | 1996 | 日本棋院ジュニア囲碁スクール講師 | [ 11 ] |
| 大澤奈留美 | 五段 | 1976 | 1997 | JAL女流早碁優勝                  | [ 12 ] |
| 孔令文     | 七段 | 1981 | 1998 | 若鯉戦本戦進出                   | [ 13 ] |
| 望月研一   | 八段 | 1983 | 2000 | 新人王戦準優勝                   | [ 14 ] |
| 山田晋次   | 六段 | 1983 | 2001 | 棋士会幹事                       | [ 15 ] |
| 大橋拓文   | 七段 | 1984 | 2002 | おかげ杯準優勝                   | [ 16 ] |
| 大場惇也   | 七段 | 1983 | 2003 | 若鯉戦3位                        | [ 17 ] |
| 安藤和繁   | 五段 | 1983 | 2004 | 竜星戦優勝決定トーナメント進出   | [ 18 ] |
| 玉井伸     | 四段 | 1990 | 2005 | 新人王戦ベスト4                  | [ 19 ] |
| 星合志保   | 三段 | 1997 | 2013 | 女流本因坊戦挑戦                 | [ 20 ] |
| 酒井佑規   | 三段 | 2004 | 2018 | 新人王戦優勝                     | [ 21 ] |

また梅沢由香里、原幸子も一時期所属していた。

## その他
「緑星」という名を冠してはいるが、特にエスペラント（シンボルマークが緑の星｛五芒星｝）とは関係が無いようである。